# Deportatie van Tsjetsjenen en Ingoesjen
De Deportatie van Tsjetsjenen en Ingoesjen, ook gekend als Aardach (Tsjetsjeens: Aardax), Operatie Lentil en Tsjetsjevitsa (Russisch: Чечевица, Chechevitsa; Tsjetsjeens: вайнах махкахбахар, Vaynax Maxkaxbaxar; Ingoesjetisch: гIалгIайи нохчийи мехках бахар) was de gedwongen volksverhuizing van de gehele  Vajnach-bevolking (Tsjetsjenen en Ingoesjen) van de Noordelijke Kaukasus naar Centraal-Azië door de Sovjets. De deportatie begon op 23 februari 1944 tijdens de Tweede Wereldoorlog en kwam er na de Tsjetsjeense opstand van 1940-1944. De verplaatsing werd bevolen door NKVD-baas Lavrenti Beria na goedkeuring van Jozef Stalin en eindigde in 1957 na 13 jaar onder Nikita Chroesjtsjov en diens destalinisatie, die de deportaties veroordeelde in zijn geheime rede van 1956 als een schending van leninistische principes. Hij weigerde echter de Vajnachen te rehabiliteren.
De deportatie werd voorbereid sinds oktober 1943 en gebeurde met inzet van 19.000 officieren en 100.000 NKVD soldaten. Men beoogde de complete ontbinding van de Tsjetsjeens-Ingoesjetische Autonome Socialistische Sovjetrepubliek. De demografische gevolgen waren catastrofaal en enorm: van de 496.000 gedeporteerde Tsjetsjenen en Ingoesjen, verdween minstens een kwart. In totaal tonen archieven aan dat meer dan honderdduizend mensen stierven tijdens de razzia's en transportatie, die veelal plaatsvond in erbarmelijke omstandigheden in treinwagons. Veel Tsjetsjenen en Ingoesjen kwamen tijdens hun ballingschap terecht in Kazachstan en Kirgizië. Een ander deel belandde in werkkampen en was onderhevig aan gedwongen volksverhuizingen. 
Als redenen voor de deportaties werd het vermeende "laag niveau van arbeidsdiscipline", "de alomtegenwoordigheid van diefstal en terrorisme", "het falen van Tsjetsjenen om zich te voegen bij de Communistische Partij" en de bekentenis van een Duitse agent waaruit bleek dat hij veel steun kreeg uit Ingoesjetische hoek aangehaald. Officieel gold als reden "de gewapende weerstand tegen Sovjetmacht". De vermeende collaboratie van Vajnachen met de Duitsers werd echter nooit aangetoond in Sovjetrechtbanken. Verscheidene historici, waaronder Moshe Gammer, Ben Fowkes en Tony Wood, weerleggen de door de Sovjets aangehaalde banden tussen Vajnachen en de Duitsers door er op te wijzen dat de veldtocht van de Duitsers stopte aan de uiteindes van de Tsjetsjeens-Ingoesjetische ASSR in Noord-Ossetië. Bovendien zou de overgrote meerderheid van de Vajnachbevolking niet eens in direct contact zijn gekomen met het Duitse leger.
Volgens lokale verslaggeving waren 432.000 Vajnachen naar de Tsjetsjeens-Ingoesjetische ASSR teruggekeerd tussen 1957 en 1961, ondanks de werkloosheid, slabakkende economie en etnische twisten met de lokale Russische bevolking. Uiteindelijk slaagden de Tsjetsjenen en Ingoesjen erin er de meerderheid van de bevolking te vormen. De deportatie wordt er beschouwd als een catastrofe en wordt jaarlijks herdacht op 23 februari, de dag waarop de deportaties begonnen. 
Vele Tsjetsjenen en Ingoesjen beschouwen de deportaties als een daad van genocide. Het Europees Parlement kwam in 2004 tot het volgende besluit:

[het Europees Parlement] is van oordeel dat de deportatie van het gehele Tsjetsjeense [en Ingoesjetische] volk naar Centraal-Azië, die op 23 februari 1944 op bevel van Stalin werd uitgevoerd, een daad van genocide vormt in de zin van de Vierde Conventie van Den Haag van 1907 en de door de Algemene Vergadering van de VN op 9 december 1948 goedgekeurde Conventie inzake de preventie en repressie van de misdaad van genocide.

## Historische achtergrond

### 18de en 19de eeuw
Het Tsjetsjeens en Ingoesjetisch zijn nauw verwante talen en zijn onderling passief begrijpbaar. Samen vormen ze de Vaynakh-taal. Het Tsjetsjeens-Russisch conflict is een van de langste en langstdurende conflicten in de moderne geschiedenis dat al drie eeuwen duurt. Het begon in 1785, wanneer de Tsjetsjenen zich verzetten tegen het Russisch expansionisme in de Kaukasus. De Kaukasusoorlog werd tussen 1817 en 1864 uitgevochten. Het Russisch Keizerrijk slaagde erin het gebied te annexeren en de bevolking er te onderwerpen, maar vermoordde en deporteerde in datzelfde proces ettelijke niet-Russische bevolkingsgroepen en was verantwoordelijk voor de Circassische Genocide. De Tsjerkessen, de Oebychen en de Abanezen werden als gevolg aangesloten bij het Ottomaans Rijk. Ook andere Kaukasische volkeren ontsnapten niet aan de gevolgen van het Russisch expansionisme. In 1847 waren er ongeveer 1,5 miljoen Tsjetsjenen in de Kaukasus. In 1861 daalde dat aantal naar 140.000, en erna naar 116.000 in 1867. In 1865 werden minstens 39.000 Tsjetsjenen verbannen naar het Ottomaans Rijk door het Russische Keizerrijk.

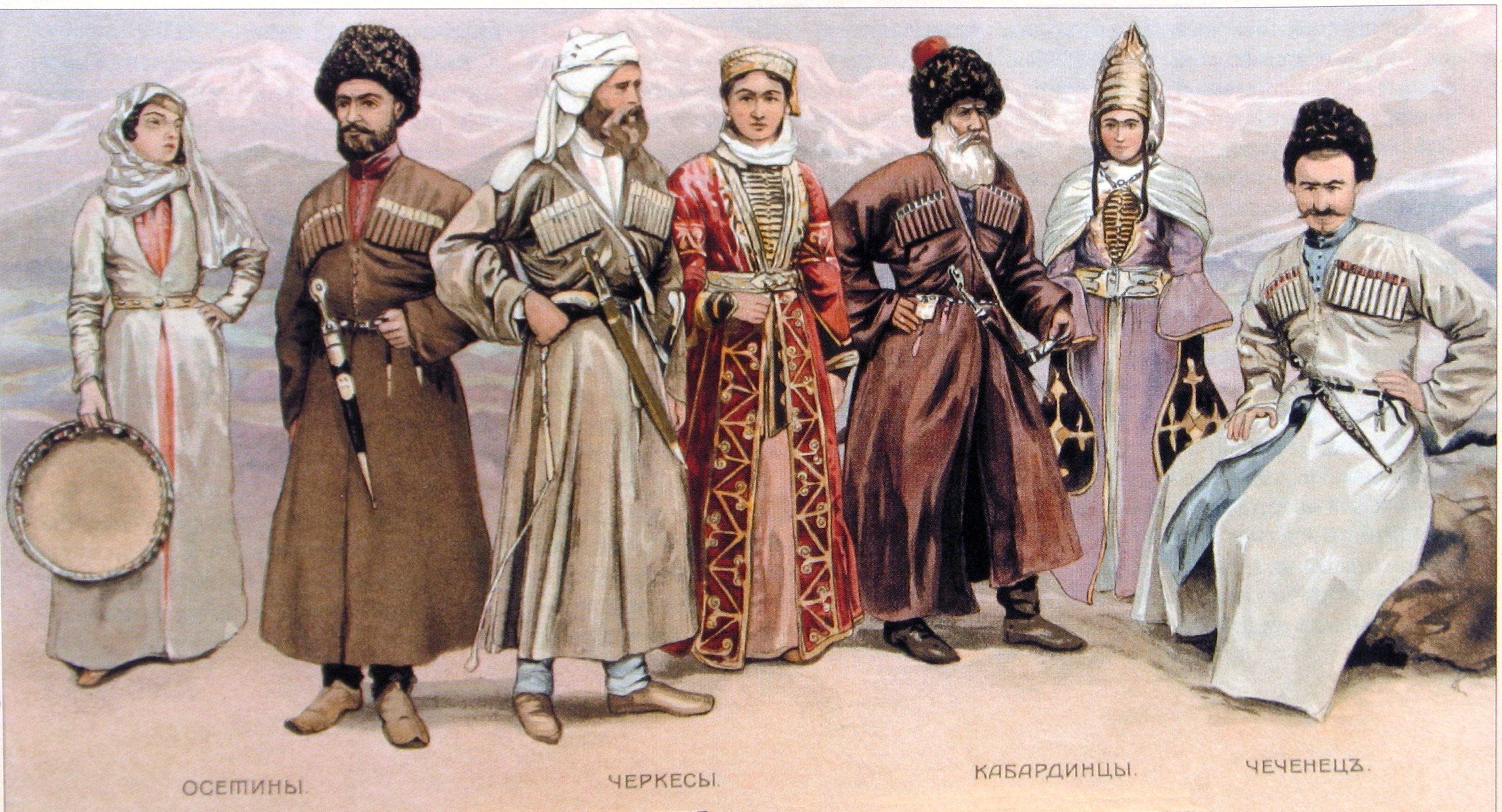
Een schilderij toont een Tsjetsjeen, een Osseet, een Circassiër en een Kabardijn in de 19de eeuw.

Desalniettemin vroegen de Tsjetsjenen met horten en stoten om het herstel van hun onafhankelijkheid. Ze rebelleerden tegen het Russisch Keizerrijk in 1878.

### 20ste eeuw
Tijdens het tijdperk van de Sovjet-Unie - de jaren '20 en '30 - verwierpen de Tsjetsjenen het collectivisatie- en Sovjetiseringsbeleid van Jozef Stalin. Deze sociale weerstand kreeg al gauw de bijnaam "het Tsjetsjeens probleem". In deze periode wijzigden de Sovjets regelmatig hun grenzen, tot uiteindelijk in 1936 de Tsjetsjeense Autonome Oblast en de Ingoesjetische Autonome Oblast werden samengevoegd tot de Tsjetsjeens-Ingoesjetische Autonome Socialistische Sovjetrepubliek.
In 1940 startte een Tsjetsjeense opstand die geleid werd door Hassan Israilov en deels geïnspireerd werd door de weerstand van de Finnen tegen de Sovjets in de Winteroorlog van 1939. In februari 1942 rebelleerde Mairbek Sheripovs groep in Sjatojski en Itoem-Kalinski. Zij voegden zich bij Israilovs leger om te rebelleren tegen de Sovjets. De luchtmacht van de Sovjet-Unie bombardeerde de Tsjetsjeens-Ingoesjetische republiek echter in de lente van 1942 met als doel de rebellie te onderdrukken. Tijdens de Tweede Wereldoorlog beschuldigden Sovjetautoriteiten de Tsjetsjenen en Ingoesjen van collaboratie met het naziregime, dat toentertijd Rusland was binnengevallen. De Duitsers wilden de Azerbeidzjaanse SSR bereiken voor hun oliereservaten in het kader van Fall Blau. Op 25 augustus 1942 landde een groep van Duitse parachutisten geleid door Osman Gube nabij het dorp Berezhki in het district Galashinsky om er anti-Sovjetactiviteiten te voeren, maar zij slaagden er enkel in om 13 personen te rekruteren in het gebied. 
Het sleutelmoment in de Tsjetsjeense guerrilla brak aan in augustus-september 1942, toen Duitse troepen Ingoesjetië bereikten, en eindigde in de zomer tot herfst van 1943 met het Sovjet-Russisch tegenoffensief waardoor de Wehrmacht werd weggedrongen van de Noordelijke Kaukasus. Op dat ogenblik bevonden er zich ongeveer 20 miljoen moslims in de Sovjet-Unie, wat aanleiding gaf tot angst bij de Sovjets met betrekking tot een mogelijke islamitische revolutie van de Kaukasus naar Centraal-Azië. In augustus 1942 drong de Wehrmacht Noord-Kaukasus binnen. Daar veroverden ze Karatsjaj-Tsjerkessië en de Kabardino-Balkaarse Autonome Socialistische Sovjetrepubliek. Ter plaatse promootten ze anti-Sovjetideeën. De Duitsers bereikten echter nooit Grozny. De enige stad die ze kort konden veroveren in de Tsjetsjeens-Ingoesjetische republiek was Malgobek, maar die stad werd enkel bewoond door Russen. 
Verscheidene geschiedkundigen, waaronder Moshe Gammer, Ben Fowkes en Tony Wood, weerleggen Tsjetsjeense banden met de Duitsers. Ze wijzen erop dat de Duitse veldtocht stopte aan de buitenwijken van de Tsjetsjeens-Ingoesjetische republiek nabij Mozdok (Noord-Ossetië), en dat de overgrote meerderheid van de Vajnachen niet eens in direct contact kwamen met het Duitse leger. Ondanks de geheime onderhandelingen die werden gevoerd met de Duitsers aan de grens, wijzen Tsjetsjeense rebellen erop dat ze noch Duitse noch Russische overheersing verkozen. Sheripov waarschuwde het RMfdbO (Reichsministerium für die besetzten Ostgebiete) ervoor dat "als de bevrijding van de Kaukasus de uitwisseling van de ene kolonisator voor de andere betekende, de Tsjetsjenen dit enkel zouden beschouwen als een nieuwe fase in de nationale bevrijdingsoorlog". In oktober 1942 hielpen Tsjetsjenen andere vrijwilligers om een defensieve barrière op te stellen rond Grozny. Tussen december 1942 en maart 1943 bedroeg de Tsjetsjeens-Ingoesjetische bijdrage aan de Sovjet-Russische verdedigingsoorlog ongeveer 12 miljoen roebels. 17.413 Tsjetsjenen voegden zich bij het Rode Leger en 44 onder hen ontvingen een militaire onderscheiding. 13.363 anderen voegden zich bij de Tsjetsjeens-Ingoesjetische Volksmilitie (Russisch: Народное ополчение), die klaarstond om het gebied te beschermen tegen een invasie. Daartegenover, zo merkt Bakab Rezvani op, collaboreerden enkel een honderdtal Tsjetsjenen met de asmogendheden.

## Deportatie
... de oude orde, de landheren en kapitalisten hebben ons achtergelaten met zo'n platvloers volk als... de Tsjetsjenen... Deze mensen zijn tot een ongelooflijk lijden en uitroeiing gedoemd.
Op het bevel van Lavrenti Beria, het hoofd van de NKVD die door Stalin "onze Himmler" werd genoemd, werd de gehele Tsjetsjeense en Ingoesjetische bevolking (de Vajnachen) van de Tsjetsjeens-Ingoesjetische Autonome Socialistische Sovjetrepubliek gedeporteerd in goederentreinen naar afgelegen gebieden in de Sovjet-Unie. De operatie kreeg de naam "Chechevitsa" (een verwijzing naar de Tsjetsjenen) in het Russisch, en werd ook Operatie Lentil genoemd. Door Tsjetsjenen wordt de deportatie "Aardakh" genoemd, wat Tsjetsjeens is voor exodus. De operatie werd voorbereid en gepland sinds oktober 1943 door o.a. Beria's twee vertrouwelingen, Ivan Serov en Bogdan Kobulov. Beria klaagde bij Stalin over het laag niveau van arbeidsdiscipline", "de alomtegenwoordigheid van diefstal en terrorisme", "het falen van Tsjetsjenen om zich te voegen bij de Communistische Partij" en vertelde hem over de bekentenis van een Duitse agent waaruit bleek dat hij veel steun kreeg uit Ingoesjetische hoek. Erna beval Beria de implementatie van de operatie. Toen Supian Kagirovitsj Mollaev, de leider van de Tsjetsjeens-Ingoesjetische overheid, het bevel vernam, barstte hij in tranen uit, maar besloot erna toch om de bevelen op te volgen. 
Tijdens de Tweede Wereldoorlog werden 3.332.589 personen slachtoffer van Stalins deportaties en gedwongen verhuizingen. Een paar van de redenen die werd aangehaald waren het "bezweren van etnische twisten", het "stabiliseren van de politieke situatie" en personen te straffen voor hun "daden tegen de Sovjetautoriteiten". Volgens een volkstelling in 1939 waren er respectievelijk 407.690 en 92.074 Tsjetsjenen en Ingoesjen in de Sovjet-Unie. Op 13 oktober 1943 begon Operatie Lentil wanneer een honderdduizendtal troepen en arbeiders werd verplaatst naar de Tsjetsjeens-Ingoesjetische SSR om er zogezegd "wegen en bruggen te onderhouden". De soldaten woonden zelfs een maand thuis bij de Tsjetsjenen, die hen als gasten beschouwden. Op 20 februari 1944 arriveerde Beria in Grozny om de operatie er te overzien.

Kaart van de Tsjetsjeense en Ingoesjetische regio's vóór de deportatie

Op 23 februari 1944 begon de operatie. De NKVD-troepen gingen systematisch elk huis af om personen op te halen. De inwoners werden opgepakt en gevangengezet in militaire vrachtwagens alvorens ze opeengepakt werden in onverwarmde en ongeïsoleerde goederenwagons. De gedeporteerden werden verrast door de operatie en kregen een kwartier tot een halfuur om in te pakken. Volgens briefwisseling van 3 maart 1944 werden minstens 19.000 officieren en 100.000 NKVD-soldaten van over de hele Sovjet-Unie gestuurd om de operatie uit te voeren. Een vijfhonderdtal mensen werd per ongeluk gedeporteerd ook al waren ze Tsjetsjenen noch Ingoesjen. Het plan voorzag dat 300.000 het laagland moesten worden uitgezet in de eerste drie dagen, waarna de overige 150.000 mensen die woonachtig waren in bergachtige regio's aan de beurt waren. 

### Geweld
Vaak werd verzet beantwoord met slachting, en in één geval, in het dorp Khaibakh, werden zelfs 700 mensen opgesloten in een schuur en levend verbrand door NKVD-generaal Michail Gveshiani, die hiervoor geprezen werd en aan wie een medaille werd beloofd door Beria. Velen in afgelegen dorpen werden geëxecuteerd op Beria's (mondeling) bevel dat elke Tsjetsjeen of Ingoesj die "niet kon worden getransporteerd, ter plaatse geliquideerd moet worden". Dit hield in dat ouderen, zieken en zwakken neergeschoten of achtergelaten werden, en vaak omkwamen van de honger.  Soldaten plunderden soms lege huizen. Een ooggetuige beschrijft:

Ze gingen alle hutten af om zich ervan te vergewissen dat niemand werd achtergelaten... De soldaat die het huis inkwam, wilde zich niet vooroverbuigen. Hij harkte de hut met een schot van zijn geweer. Bloed druppelde van onder de bank waar een kind verstopt zat. De moeder schreeuwde en smeet zich op de soldaat. Ook haar schoot hij neer. Er waren niet genoeg wagens. Degenen die werden achtergelaten, werden neergeschoten. De lichamen werden achteloos bedekt met aarde en zand. Het schieten gebeurde eveneens achteloos, en mensen kronkelden uit het zand als wormen. De NKVD-mannen deden er een hele nacht over om hen weer allemaal te beschieten.

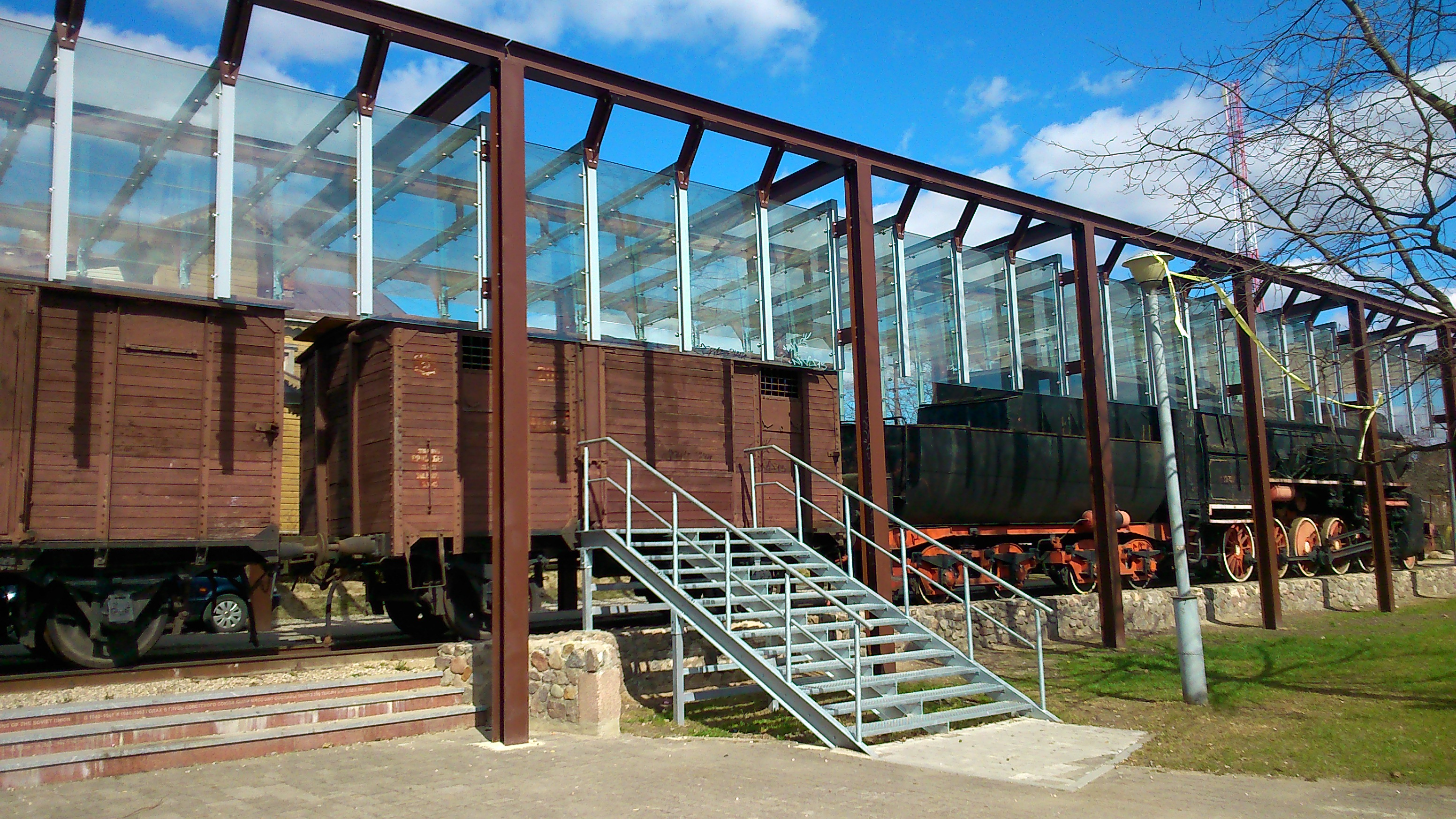
Afgesloten transportwagens werden gebruikt om Tsjetsjenen en Ingoesjen te deporteren

Wie zich verzette, protesteerde of te traag stapte, werd ter plaatse neergeschoten. In een geval beklommen NKVD-soldaten Moysty, een hoge berg, en vonden er 60 dorpelingen. Ondanks het bevel van hun generaal om de dorpelingen neer te schieten, schoten de soldaten in de lucht. De generaal beval hierop de helft van de soldaten zich te voegen bij de dorpelingen, en het overblijvende peloton schoot hen neer. 2.016 personen die "anti-Sovjet" waren, werden gearresteerd en 20.072 wapens werden geconfisqueerd. 
Door de gehele Noordelijke Kaukasus werden ongeveer 650.000 mensen (volgens Dalkhat Ediev waren het er 724.297) gedeporteerd in 1943 en 1944 door Sovjettroepen. 478.479 mensen werden gedwongen verhuisd; 387.229 Tsjetsjenen en 91.250 Ingoesjen. Ze werden opeengepakt in 180 speciale treinen met 40 tot 45 mensen per wagon. In totaal werden 14.200 goederenwagons en 1.000 open goederenwagens gebruikt voor de gedwongen verplaatsing in de periode van 23 februari tot 13 maart, aan een ratio van 350 open goederenwagons per dag. 40 tot 50 procent van de gedeporteerden waren kinderen. Na de Wolgaduitsers zijn de Tsjetsjenen het meest onderdrukte volk in de Sovjet-Unie. Tienduizenden Kalmukken, Balkaren, Mescheten en Karatsjaïers werden eveneens gedeporteerd. Enkel Tsjetjseense en Ingoesjetische vrouwen die getrouwd waren met niet-gestraften, werden niet gedeporteerd. Doch Russische vrouwen die getrouwd waren met een Ingoesjetische of Tsjetsjeense man werden wél gedeporteerd, tenzij ze reeds gescheiden waren. Hun vee werd gestuurd naar boeren in de Oekraïense SSR, kraj Stavropol, oblast Voronezj en oblast Orjol. Veel van de dieren stierven echter van uitputting.

Bestemmingen van de gedeporteerde Tsjetsjenen en Ingoesjen binnen de Sovjet-Unie

Een zesduizendtal Tsjetsjenen zat vast in de bergen van het district Galanzhoy door de sneeuw, maar dit vertraagde de deportaties niet veel: 333.739 mensen werden uitgezet, waarvan 176.950 op de eerste dag al naar treinen werden gebracht. Volgens Beria waren er enkel 6 gevallen van verzet, 842 mensen werden "onderworpen aan isolatie" terwijl 94.741 uit hun huis werden  gezet een uur voor middernacht van de eerste dag van de deportatie. Elke familie mocht een maximum van 500 kilogram aan persoonlijke bezittingen met zich meenemen tijdens de reis. De gedeporteerden werden getransporteerd in veewagons die niet geschikt waren voor menselijk transport: er ontbrak elektriciteit, verwarming en leidingwater. De bannelingen vielen ten prooi aan verschillende epidemieën die leidden tot de dood door infectie of honger. De doortocht naar Centraal-Azië duurde bijna een maand. Een van de epidemieën die heerste in de wagons was tyfus. Een van de getuigen die zeven jaar was toen, herinnert zich dat de wagons zodanig volgepakt waren met mensen dat men zich er niet meer kon bewegen. Aan de gedeporteerden werd enkel sporadisch voedsel gegeven. Ze wisten niet waarheen ze werden gebracht. Er werd niet gestopt voor plaspauzes: de inzittenden waren gedwongen om gaten te maken in de vloer om zich te ontlasten. De speciale treinen hadden 3.200 kilometer afgelegd en zetten de passagiers af in verlaten gebieden in Centraal-Azië, waar onderdak noch voedsel was te vinden. 239.768 Tsjetsjenen en 78.479 Ingoesjen werden gestuurd naar de Kazachse SSR; 70.089 Tsjetsjenen en 2.278 Ingoesjen naar de Kirgizische. Anderen kwamen aan in de Oezbeekse en Tadzjiekse SSR, maar ook in de Russische SSR. 
We hadden water noch eten. De zwakkeren leden aan honger, en zij die sterker waren, sprongen van de trein om voedsel te kopen. Sommigen stierven - niemand van onze wagon, maar in die naast ons zag ik hoe er twee lijken werden uitgehaald... Ons zusje stierf die nacht. Mijn vader zocht naar een plaats om haar te begraven - hij vond een geschikte plaats, groef het graf en begroef haar... ze was waarschijnlijk doodgevroren.
De vervolging van Tsjetsjenen eindigde hier echter niet. In mei 1944 beval Beria de NKVD om de hele Sovjet-Unie te doorzoeken naar overblijvende Tsjetsjenen en Ingoesjen, "zonder dat er één wordt overgelaten". Als gevolg werden 4.146 bijkomende Tsjetsjenen en Ingoesjen gevonden in Dagestan, Azerbeidzjan, Georgië, Kraj Krasnodar, Rostov en Astrachan. In april 1945 werd Beria op de hoogte gesteld van deportatie van 2.741 Tsjetsjenen uit de Georgische SSR, 21 vanuit de Azerbeidzjaanse en 121 vanuit Krasnodar Krai. In Moskou wisten enkel 2 Tsjetsjenen te ontsnappen aan deportatie. Alle Tsjetsjenen en Ingoesjen werden ontslagen uit het Rode Leger en werden vervolgens ook gedeporteerd. Met deze extra ballingen groeide het aantal van gedeporteerden naar 493.269. In juli 1944 rapporteerde Beria een hoger aantal aan Stalin - 496.460. Deze etnische zuivering werd gekenmerkt door een "cultuur van uiterste straffeloosheid". Vele daders van Operatie Lentil werden zelfs beloond met de Suvorov Eersteklasprijs voor de arrestatie en gevangenneming van Tsjetsjenen en Ingoesjen.
Samen met acht andere "gestrafte volkeren" van de Sovjet-Unie, werden de Tsjetsjenen geplaatst in het regime van speciale nederzettingen. Er werd geen prikkeldraad gebruikt, maar elke Tsjetsjeen vanaf de leeftijd van 16 jaar moest maandelijks verslag uitbrengen aan de lokale NKVD-officieren ter plaatse. Wie probeerde te ontsnappen werd naar de Goelag gestuurd. Het statuut van een speciaal nedergezette werd overgedragen van ouder naar kind. Aan de verbannelingen werd het zwaarste werk gegeven, zoals werken op de bouwwerf, in de mijnen en fabrieken in de meest onherbergzame plaatsen. De enige compensatie die men kreeg voor de verrichte arbeid waren voedselbonnen. Indien ze hun taken niet uitvoerden, werden ze gestraft. De lokale autoriteiten bejegenden hen bruut: soms sloegen ze Tsjetsjeense kinderen tot de dood. In Krasnojarsk werden 4.000 Tsjetsjenen toegewezen aan werkkampen. Dit gegeven, in combinatie met ondervoeding - die het gevolg was van de nalatigheid van de lokale overheden om te voorzien in genoeg voedsel voor de net aangekomen bannelingen - zorgde voor een stijging in de sterfgevallen. Ook van adequate accommodatie was er geen sprake: op 1 september 1944 werd aan enkel 5.000 van de 31.000 gezinnen in de Kirgizische SSR een huis gegeven. Één district bereidde 18 appartementen voor voor 900 gezinnen. Sommigen leefden in onverwarmde tenten. Tsjetsjeense kinderen moesten schoolgaan in de lokale taal en niet in de hunne. Meerdere gevallen van rebellie werden gerapporteerd: in oktober 1954 in Krasnoyarsk slaagden een vierduizendtal Tsjetsjenen te ontsnappen uit een goelagconcentratiekamp. De Sovietpolitie vond en vermoordde de helft van hen. De andere helft kon zich verstoppen in de uitgestrekte natuur.

## Gevolgen

### Slachtofferaantal en sterfgevallen

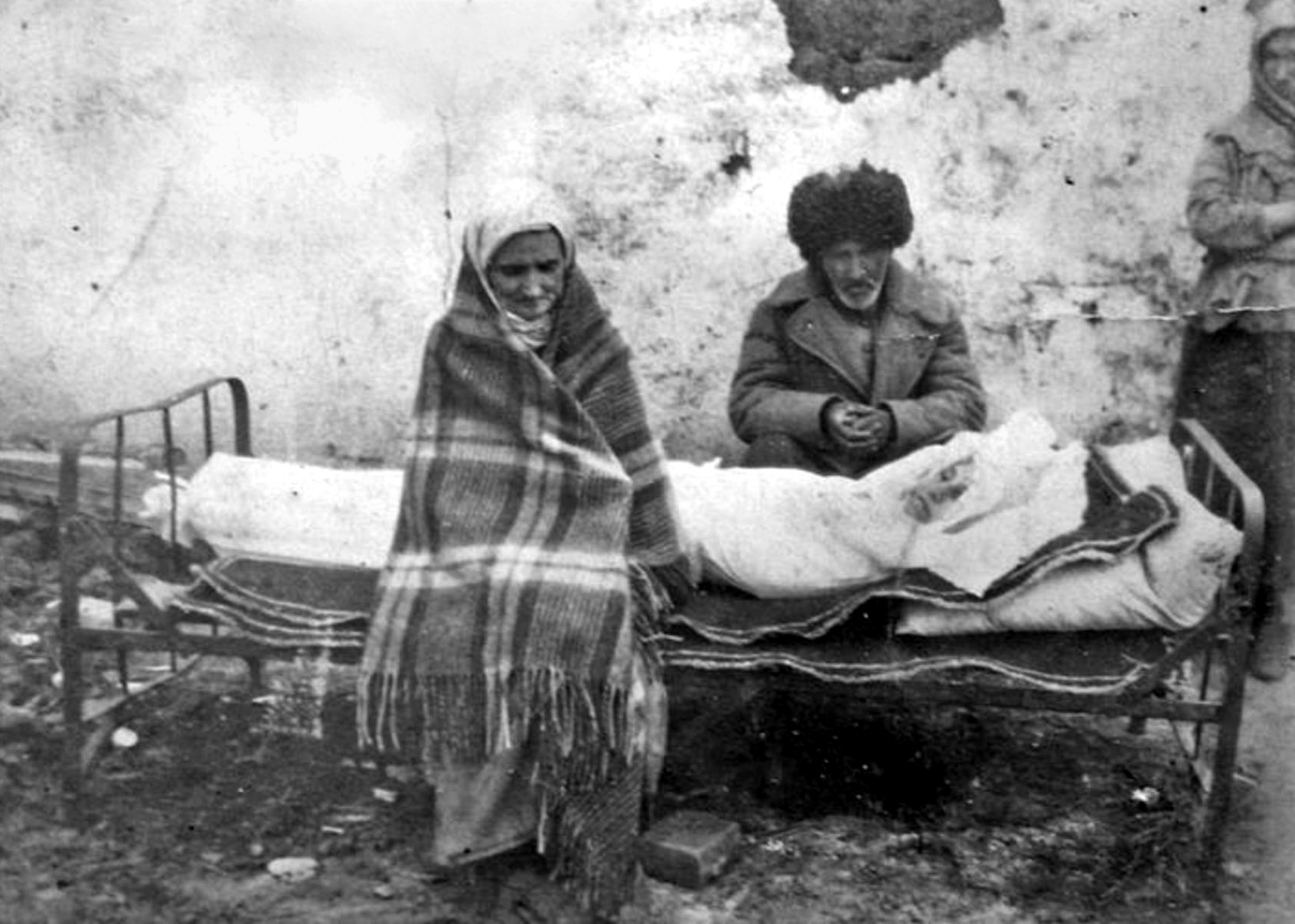
Een Ingoesjetisch gezin rouwt om de dood van hun dochter in Kazachstan.

Vele gedeporteerden stierven tijdens het transport en door de harde omgeving, met name de blootstelling aan zeer lage temperaturen en thermale stress. De temperaturen in de Kazachse SSR konden gaan van −50 °C in de winter tot 50 °C in de zomer.
Ze werden tijdens de winter getransporteerd in wagons die langs buiten vergrendeld waren, zonder licht of water. De treinen stopten soms enkel om de wagons te openen en de doden eruit te halen. Aan de lokale bevolking bij de treinstations werd verboden om zieke passagiers te helpen of om hen water of medicijnen te geven. Sommige Russische bronnen beweren dat 1.272 mensen stierven hierbij. In 1948 waren er 118.250 speciaal gevestigden in de Kazachse SSR die "extreem behoefte hadden aan voedsel" en lokale overheden rapporteerden duizenden kindersterftes door ondervoeding. Voedselrantsoenen stonden vast op 116 gram bloem en 56 gram graan per dag per persoon, wat lager was dan de rantsoenering voor de gevangen in het concentratiekamp van Auschwitz-Birkenau. De lokale overheden in Kirgistan hadden enkel genoeg voorraden voor een periode van vier maanden. Eén moeder probeerde voor haar kinderen soep te maken uit gras. Volgens officiële Sovjetverslaggeving, werden 608.749 Tsjetsjeense, Ingoesjetische, Balkaarse en Karatsjaïsche bannelingen geregistreerd in 1948. Volgens NKVD-statistieken stierven 114.704 van hen tussen 1944 en 1948; dit is een sterfratio van 23,7%. 101.036 Tsjetsjenen, Ingoesjen en Balkaren stierven in Kazachstan; 16.052 in Oezbekistan. Van alle gedeporteerde groepen was het aantal sterfgevallen bij hen het grootst binnen de Sovjet-Unie.
Professor Jonathan Otto Pohl schat het aantal Tsjetsjeense en Ingoesjetische doden tijdens het transport en opsluiting in speciale nederzettingen van de periode tussen 1944-1949 op 123.000. 100.000 ervan waren Tsjetsjenen, 23.000 Ingoesjen. Volgens Thomas McDonell stierven minstens 100.000 Tsjetsjenen in ballingschap door honger en ziekte. Hij geeft echter geen schatting voor het aantal gestorven Ingoesjen. Professor in de politieke wetenschappen Tom K. Wong maakt een schatting van minstens 100.000 gestorven Vajnachen in de eerste drie jaren van de deportatie - uitgezonderd wie verdween tijdens het transport en tijdens de verzamelingen die eraan vooraf gingen. Naar de berekeningen van historicus William Flemming  stierven minstens 132.000 Vajnachen tussen 1944 en 1950. Het geboortecijfer in die periode was 47.000. Aldus daalde de Vajnachbevolking van 478.479 in 1944 naar 452.737 in 1948. van 1939 tot 1959 groeide de Tsjetsjeense bevolking met 2,5%, terwijl het groeipercentage tussen 1926 en 1939 28% bedroeg. Historicus Alexander Nekrich is van oordeel dat het nettoverlies aan Tsjetsjenen tussen 1939 en 1959 131.000 bedroeg. Voor Ingoesjen is dat 12.000. De Duitse journalist Lutz Kleveman stelde dat 150.000 mensen de eerste vier jaren niet hebben overleefd in Centraal-Azië, o.a. door de koude winters. Naar schatting schommelen het maximumslachtofferaantal en de demografische verliezen van de Vajnachen tussen 170.000 en 200.000, wat neerkomt op één vierde tot bijna één derde die in die jaren werd vermoord.
In zijn studie over het slachtofferaantal van alle etnische groepen die "gestraft" werden door Stalin, ontdekte demograaf Dalkhat Ediev dat het dodenaantal tijdens het transport neerkwam op 125.500 Tsjetsjenen en 20.300 Ingoesjen. Dit was respectievelijk 30,8% en 21,3% van de Tsjetsjeense en Ingoesjetische bevolking. Tegelijkertijd worden de kortetermijnverliezen geschat op respectievelijk 51,1% en 47,9% Tsjetsjenen en Ingoesjen. Hij schat dat de Tsjetsjeense bevolking daalde naar 285.000 en de Ingoesjetische naar 78.800 in oktober 1948. Doch ondanks deze zware verliezen steeg de vruchtbaarheid onder de Tsjetsjenen, wat door sommigen wordt gezien als een veruiterlijking van hun weerstand en vastbeslotenheid om te overleven.

### Politieke, culturele, sociale en economische gevolgen
De Tsjetsjeens-Ingoesjetische Autonome Socialistische Sovjetrepubliek werd ontbonden en omgevormd tot de oblast Grozny, waaronder ook de districten Kizlyarsky en Naursky vielen. Andere delen van de ontbonden ASSR werden gegeven aan de Noord-Ossetische ASSR, de Dagestaanse ASSR en de Georgische SSR (het moederland van Stalin en Beria). Als gevolg hiervan groeide de oppervlakte van de Georgische SSR van 69.300 naar 76.400 km², van Noord-Ossetië van 6.200 naar 9.200 km² en de Dagestaanse ASSR van 35.000 naar 38.200 km². De namen van de onderdrukte volkeren werden volledig weggegomd uit alle boeken en encyclopedieën. Tegen de volgende zomer werden een aantal Tsjetsjeense en Ingoesjetische plaatsnamen vervangen door Russische; werden moskeeën verwoest en was de grote operatie om historische boeken en manuscripten die waren geschreven in de Nakh-taal te verbranden, bijna voltooid. De dorpen werden met de grond gelijk gemaakt, de begraafplaatsen platgewalst. Nu de inheemse bevolking verdwenen was, ondervond de Tsjetsjeense regio een gebrek aan bekwame werkkrachten: de lokale olieproductie daalde in vergelijking met 1943 met meer dan tien keer in 1944.
Op 26 november 1948 vaardigde het Presidium van de Opperste Sovjet een decreet uit dat de gedeporteerden permanent verbanden naar de gekozen regio's. Het decreet gold niet enkel voor Tsjetsjenen en Ingoesjen, maar ook voor Krimtataren, Duitsers, Balkaren en Kalmoeken. De gevestigden mochten niet verder reizen dan drie kilometer van hun nieuwe woonplaats. In het publiek mocht er van de autoriteiten niet gesproken worden en mocht er ook geen documentatie bestaan van de deportaties en de ermee gepaard gaande moorden. Duizenden historische Vajnach-teksten gingen, samen met hun oorsprong, verloren wanneer de Russen de publieke en private bibliotheek van de Tsjetsjeense Volkeren vernietigden. De Tsjetsjenen en Ingoesjen werden op allerhande manieren geprovoceerd in de Kazachse SSR: in december 1954 beschuldigden studenten in Elizavetinka de Tsjetsjenen van "landverraad". In mei 1955 raakte een mijnwerker verwikkeld in een gevecht met een Tsjetsjeense collega in Ekibastuz. Dit gaf aanleiding tot een pogrom waarbij Russische hooligans een politiebureau aanvielen waarin onderdak werd geboden aan weggelopen Tsjetsjenen. Russen, Oekraïners, Avaren en Osseten en anderen werden naar de leegstaande woningen in de Tsjetsjeens-Ingoesjetische ASSR verhuisd, waardoor in 1959 de bevolking voor 49% uit Russen bestond. Volgens een verslag van 8 april 1957 woonden 415.000 Tsjetsjenen en Ingoesjen (90.000 families) in de Kazachse en Kirgizische SSR. Hiervan werden 38.500 tewerkgesteld werden in de industriële sector, 91.500 in de agricultuur en 25.000 in kantoren.

### Terugkeer
In 1953 verdwenen de drie breinen achter de deportatie van het toneel: kort na Stalins overlijden op 5 maart werden Beria en Kobulov gearresteerd op 27 juni 1953. Ze werden veroordeeld voor verschillende feiten en ter dood veroordeeld en ten slotte geëxecuteerd op 23 december 1953. Hierbij moet worden opgemerkt dat de tenlasteleggingen volledig losstonden van de misdaden die werden begaan tijdens de deportaties: het betrof een deel van een tactische zet om hen weg te krijgen van de macht. Nikita Chroesjtsjov werd de nieuwe Sovjetleider en trok verscheidene deportaties in, waarbij hij Stalin zelfs aan de kaak stelde. In zijn geheime redevoering van 24 februari 1956 veroordeelde Chroesjtsjov de Stalinistische deportaties:

De Sovjet-Unie wordt terecht beschouwd als het model voor een multinationale staat omdat we in de praktijk de gelijkheid en vriendschap van alle volkeren die in ons groots vaderland leven hebben verzekerd. Zoveel te meer zijn de daden waarvan Stalin de aanstoker was monsterlijk en grove schendingen van elementaire Leninistische principes van het nationaal beleid van de Sovjetstaat. We verwijzen naar de massadeportaties van hele volkeren uit hun geboorteland, samen met de communisten en de Komsomols zonder enige uitzondering.

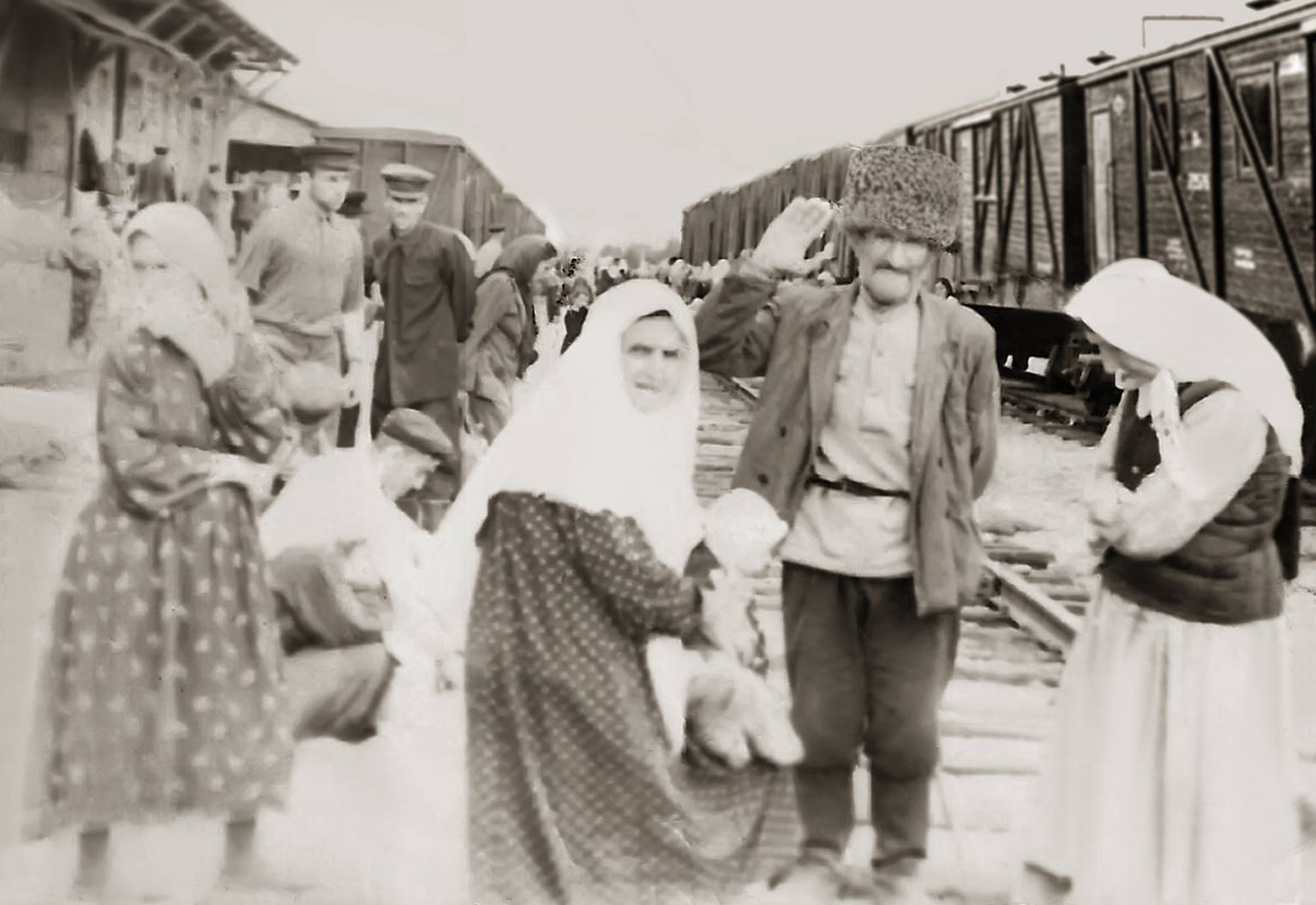
Vajnachen keren terug naar de Kaukasus in 1957

Op 16 juli 1956 nam het Presidium van de Opperste Sovjet een decreet aan dat de belemmeringen aan het juridische statuut van de Tsjetsjenen, Ingoesjen en de Karatsjaïers in speciale nederzettingen ophieven. In januari 1957 nam de Sovjetministerraad een decreet aan waardoor aan de onderdrukte volkeren toestemming werd verleend om zich vrij te bewegen doorheen de Sovjet-Unie. De Tsjetjsenen en Ingoesjen werden aldus gerehabiliteerd. Sommigen keerden reeds in 1954 traag maar zeker terug naar de Kaukasus, maar werden teruggestuurd door de autoriteiten. In 1956 alleen al keerden 25.000 tot 30.000 Tsjetsjenen en Ingoesjen terug naar hun vaderland, sommigen de lijken van hun familieleden al dragend. De Sovjetoverheid trachtte hen autonomie te verlenen binnen Oezbekistan of hen te hervestigen in andere gebieden in de Kaukasus, maar de teruggekeerden waren onvermurwbaar.
Meer dan 50.000 families waren tegen 1957 teruggekeerd. In 1959 bestond de bevolking van de Tsjetsjeens-Ingoesjetische SSR al uit 41% Vajnachen. Tegen dan waren 58,2% van de Tsjetsjenen en 45.3% van de Ingoesjen teruggekeerd naar hun geboorteland. In 1970 was dit 83% van de Tsjetsjenen en 72,1% van de Ingoesjen. Deze verdeling daalde echter naar respectievelijk 76,8% en 69% in 1989. Ter vergelijking: 91,9% van alle Tsjetsjenen en 91,9% van alle Ingoesjen bevonden zich in hun geboorteland. Sommige Tsjetsjenen bleven echter in de Kirgizische SSR aangezien ze bang waren van de lange, koude reis. Anderen hadden het geld er niet voor. Tegen 2010 woonden nog steeds 100.000 Tsjetsjenen in Kirgizië. 
Wanneer de Tsjetsjenen en Ingoesjen terugkeerden naar hun land, vonden ze hun boerderijen en infrastructuur terug in een erbarmelijke staat. Voor sommige bergachtige regio's was de toegang voor de teruggekeerden verboden, waardoor ze zich moesten vestigen in het laagland. Erger zelfs: ze ontdekten dat hun huizen reeds bewoond werden en bejegenden de inwoners (meestal Osseten, Russen, Laken en Avaren) vijandig. Sommige Laken, Dargiërs en Avaren moesten terugkeren naar Dagestan, waar ze oorspronkelijk vandaan kwamen. Conflicten ontstonden tussen Osseten en Ingoesjen in Prigorodni. Het groot aantal Vajnachen dat terugkeerde naar de Noordelijke Kaukasus verraste de nieuwe inwoners. Hierdoor besloot de Sovjetoverheid in de zomer van 1957 tijdelijk een halt toe te roepen aan de instroom van de teruggekeerden. Vele Tsjetsjenen en Ingoesjen verkochten hun huizen en eigendommen en legden het werk neer om terug te kunnen keren. Er dreigde een hernieuwd conflict tussen de Tsjetsjenen en Russen te ontstaan. Onder de Russen, die boos waren door onderwerpen met betrekking tot landeigendom en werkgelegenheidsconcurrentie, braken rellen uit. Aanleiding tot voornoemde rellen was een gevecht tussen een Russische matroos en een Ingoesjetische jongeling over een meisje, waarbij de Rus zwaargewond raakte. In de vier daaropvolgende dagen organiseerden de Russen grote rellen en plunderen Vajnachse eigendommen, waarbij beslag werd gelegd op overheidsgebouwen en de restauratie van de Grozny oblast werd geëist of een herdeportatie van de Tsjetsjenen en Ingoesjen. Voordat de Russische overheid ingreep en de herrieschoppers uiteenjoeg, voerden de relschoppers massazoekingen uit bij Tsjetsjenen en Ingoesjen waarbij ze werden ontwapend. Hoewel de rellen werden uitgedoofd en werden afgedaan als "chauvinistisch", deed de republikeinse overheid extra pogingen om het Russisch volk tevreden te stellen, zoals massadiscriminatie tegen Tsjetsjenen die erop gericht was de geprivilegieerde positie van de Russen te waarborgen.

Kaart van de Tsjetsjeens-Ingoesjetische SSR van 1957 tot 1991

In 1958 werd de Tsjetsjeens-Ingoesjetische SSR gerestaureerd door een decreet met dezelfde grenzen als in 1936. Noord-Ossetië behield het Psedakh en Prigorodni district, de Georgische SSR kreeg Darial Gorge (wat overeenkomt met 1/6de van verloren Ingoesjetische grond), terwijl de Tsjetsjeens-Ingoesjetische SSR werd "gecompenseerd" met het Itum-Kalinski en Prigorodni SSR van de Georgische SSR. Dit werd gedaan met het oog op de verdrijving van de demografische impact op de Russen die erheen verhuisden van de 419.000 teruggekeerde Vajnachen. In 1989 vormden de 750.000 Tsjetsjenen er al een meerderheid (wat ongeveer 55% van de gehele bevolking is), terwijl de Russen 22% en de 163.700 Ingoesjen 12% uitmaakten. Tegen de jaren 70 begonnen Tsjetsjenen de controle te krijgen. Pogingen om het land meer multi-etnisch te maken om potentiële opstanden te ontmoedigen, mislukten uiteindelijk door het hoger geboortecijfer onder de Vajnachen.
Volgens een lokaal verslag van 1961 hervestigden 432.000 van de 524.000 Vajnachen zich in de Tsjetsjeens-Ingoesjetische SSR. Een andere 28.000 en 8.000 hervestigden zich respectievelijk in Dagestan en Noord-Ossetië. Desalniettemin bleven etnische twisten zich zelfs in de jaren 60 voordoen: enkel in 1965 al werden 16 twisten vastgesteld met in totaal 185 slachtoffers en 19 doden. De Tsjetsjenen waren sterk benadeeld na hun terugkeer. Er waren geen Tsjetsjeenstalige scholen, wat leidde tot een gebrekkige scholing van het volk (aangezien niet alle Tsjetsjenen Russisch verstonden). Volgens de socioloog Georgi Derluguyan was de economie in tweeën verdeeld: in het ene deel hadden de Russen alle beterbetaalde banen in de stadgedeelten (pas in 1989 vervulde een Tsjetsjeen voor het eerst een toppositie). In de jaren 60, migreerde een veertigduizendtal mannen tijdelijk naar Kazachstan en Siberië op zoek naar een halftijdse job om hun familie financieel te kunnen onderhouden. Hierbij kwamen hen de contacten die ze hadden opgebouwd tijdens hun ballingschap goed van pas. Officieel genoot de Tsjetsjeens-Ingoesjetische SSR van dezelfde rechten als de andere Sovjet-Russische SSR's, maar in realiteit waren er zeer weinig Tsjetsjeense en Ingoesjetische beleidsmensen, en als ze er al waren  stonden ze onder het rechtstreeks gezag en toezicht van de Russen. Ondanks de rijke oliebodem bleef de Tsjetsjeens-Ingoesjetische SSR de tweede armste regio van de hele Sovjet-Unie. Joesoep Soslambekov, de voorzitter van het Tsjetsjeens parlement na 1991, klaagde dat de bannelingen "niet terugkwamen als meesters van hun land, maar als loutere inwoners, als huurders. Andere mensen namen onze jobs in de fabrieken in".

## Herdenking en nalatenschap

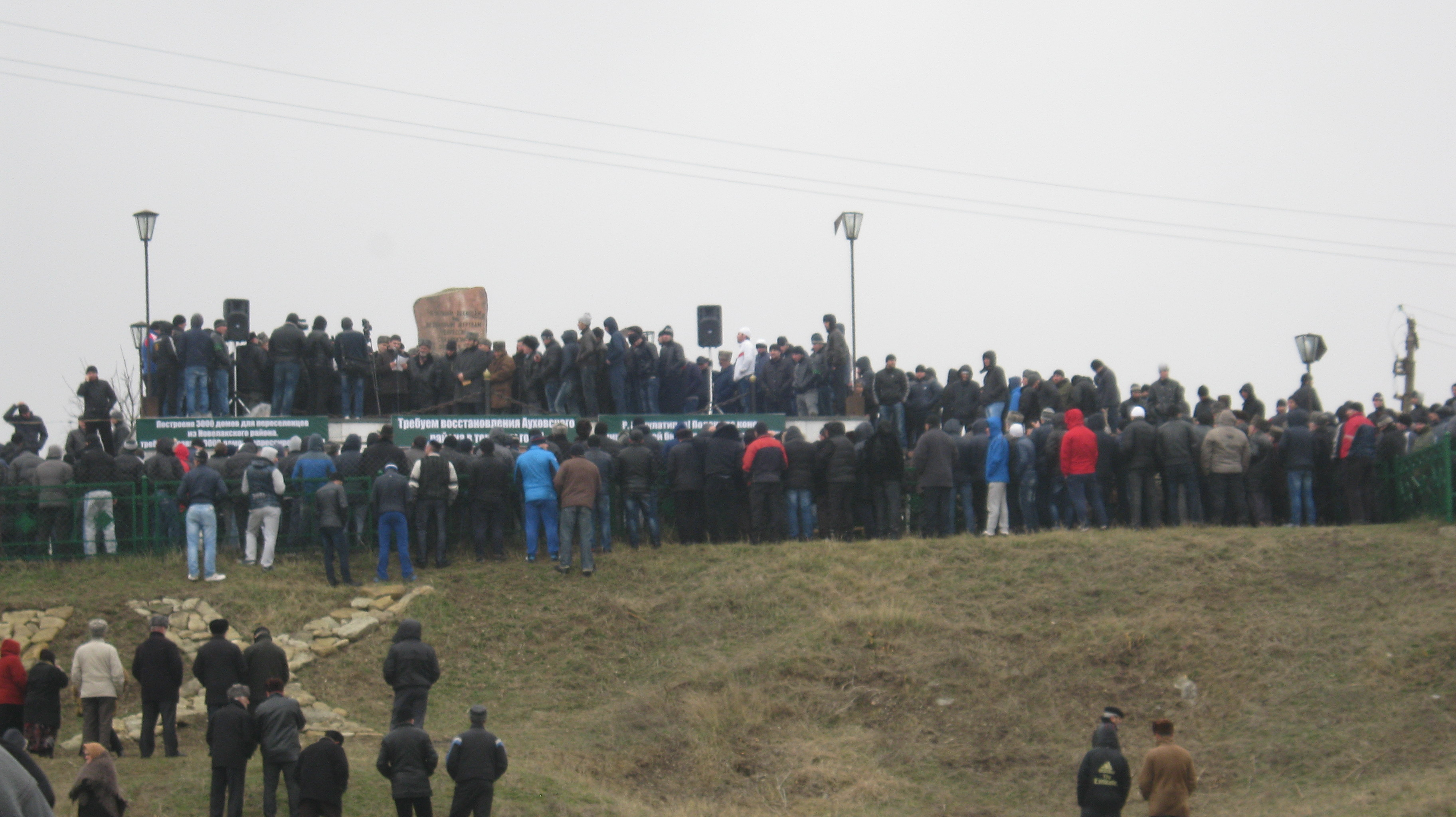
Mensen verzamelen zich aan een monument in Dagestan om de deportatie van de Tsjetsjenen en Ingoesjen te herdenken in 2013.

De deportatie liet een litteken achter in het collectief geheugen van de Tsjetsjenen en Ingoesjen en wordt door sommige historici beschouwd als "een van de meest belangrijke etnische trauma's in de geschiedenis van de Sovjet-Unie". Zelfs vandaag leven sommige nakomelingen van de Noors-Kaukasische volkeren in angst voor een nieuwe deportatie. Eén historicus beschreef het als "de centrale definiërende gebeurtenis in de moderne Tsjetsjeense geschiedenis". De deportaties spelen ook een rol in het wantrouwen langs Tsjetsjeense zijde naar het Kremlin toe en gedeeltelijk in de ernavolgende onafhankelijkheidsverklaring in 1991 die heeft geleden tot de twee Tsjetsjeense oorlogen in de jaren 90 en 2000.  Zo verwees de rebel Sjamil Basajev naar zijn 40 familieleden die tijdens de deportaties omkwamen. Volgens Aslan Maschadov, de president van Itsjkerië, blijft 23 februari "een van de meest tragische data voor zijn volk" en bleef het doel van de Russische overheid altijd hetzelfde: "een Tsjetsjenië zonder Tsjetsjenen". Historicus Nikolaj Bugaj omschreef de deportatie als een "verdraaiing van het Leninistische nationale beleid en iets wat een directe veronachtzaming vormt van de grondwettelijke rechten der volkeren". 

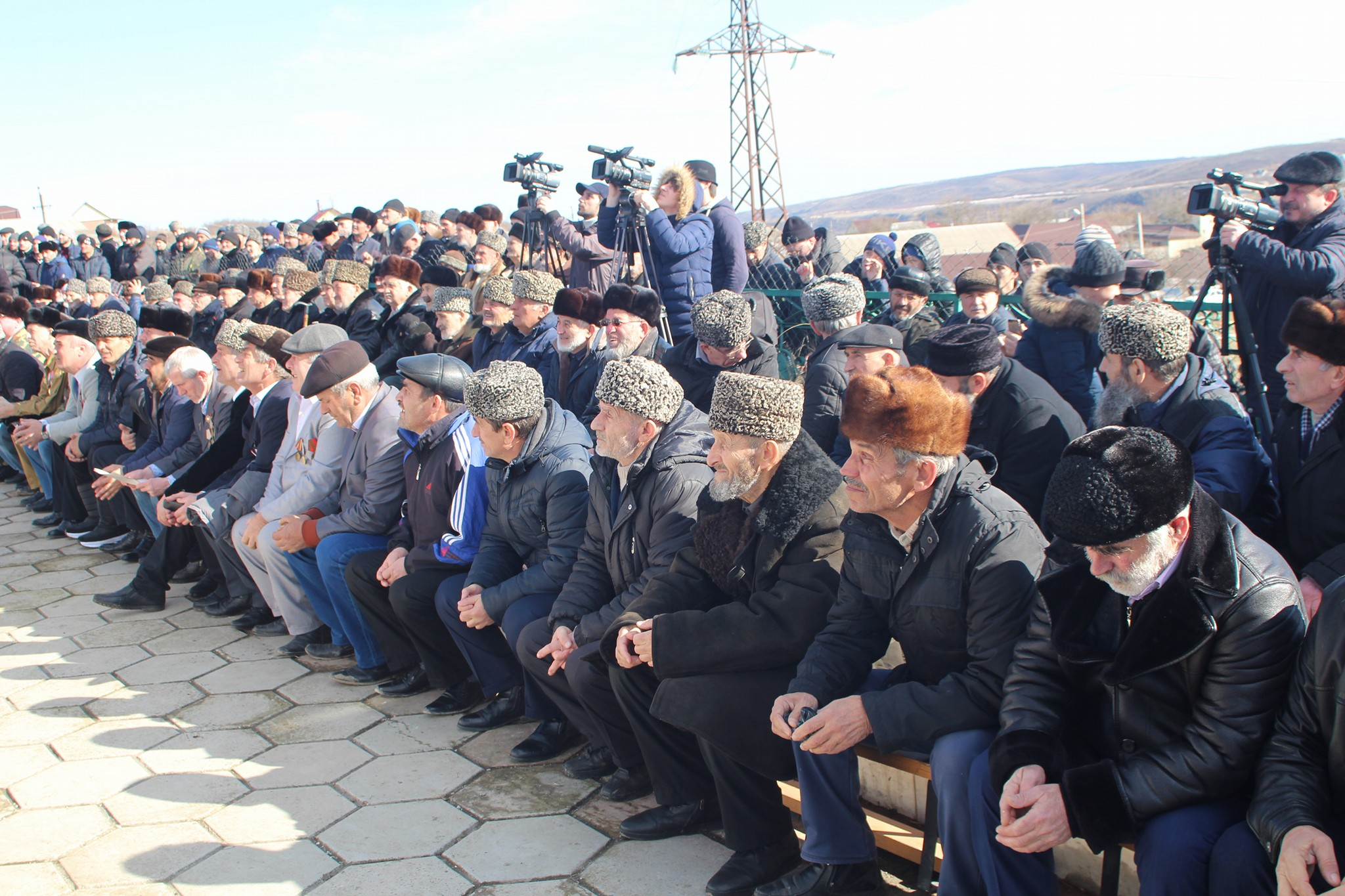
Op een samenkomst in Auh op 23 februari 2017 wordt de deportatie herdacht.

In 1991 won Dzjochar Doedajev aan politiek kapitaal door, symbolisch, de opdracht te geven om de verloren grafzerken terug te vinden (die gebruikt werden voor de bouw van voetpaden en het fundament van varkenshokken) waarvan velen hun originele inscripties hadden verloren. Daarmee beval hij de bouw van een herdenkingsmonument in het centrum van Grozny. Het monument symboliseerde het spijt van de Tsjetsjenen voor het verleden, alsook het verlangen om in de naam van de overleden voorouders mee te helpen bouwen aan de beste Tsjetsjeense republiek en hard te werken voor de toekomst. Ingegraveerd stond er te lezen:  "We zullen ons niet overgeven; we zullen niet wenen; we zullen niet vergeten." Op de stenen waren afbeeldingen te zien van sites van bloedbaden, waaronder het bloedbad van Khaibakh. Het monument raakte in de Russisch-Tsjetsjeense oorlogen beschadigd. Uiteindelijk werd het verplaatst en later ontmanteld door de pro-Russische Kadyrov-overheid, wat aanleiding gaf tot veel controverse.

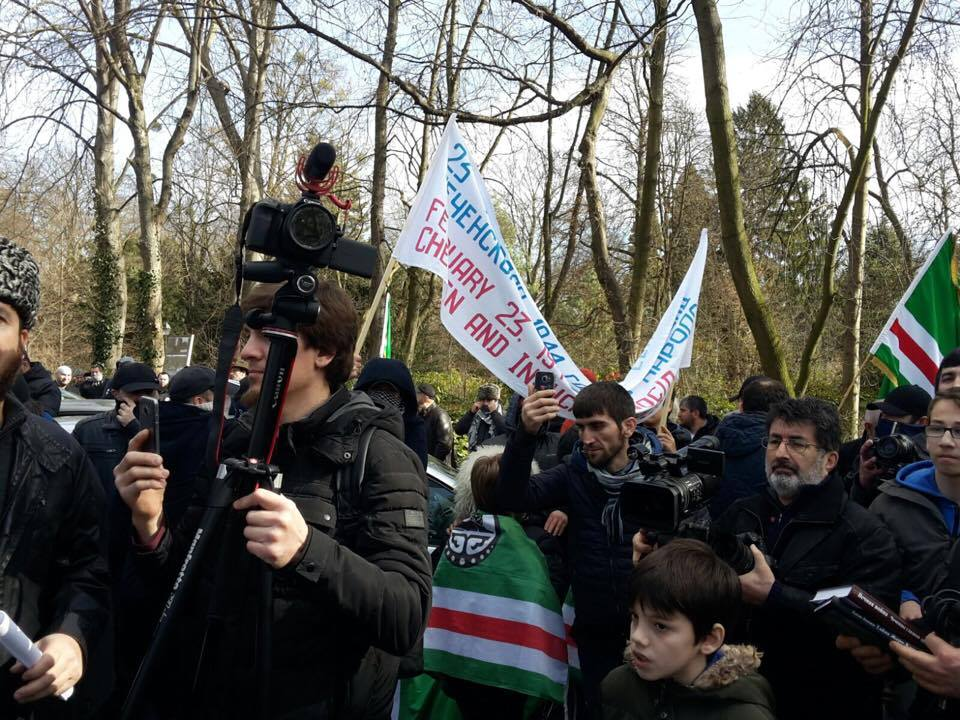
Op een samenkomst in Straatsburg op 23 februari 2017 wordt de deportatie herdacht.

Sommigen beschouwen de deportatie als een daad van genocide zoals beschreven in Haagse Conferenties van 1907 en het Genocideverdrag van 1948 van de Algemene Vergadering van de Verenigde Naties, waaronder de Franse historicus en specialist inzake communistische studies Nicolas Werth, de Duitse historicus Philipp Ther, professor Anthony James Joes, Amerikaans journalist Eric Margolis, geleerden Michael Fredholm en Fanny E. Bryan. Raphael Lemkin, de advocaat van een Pools-joodse afstammeling die de motor was achter het Genocideverdrag, neemt aan dat er sprake was van genocide in het kader van de massadeportaties van de Tsjetsjenen, Ingoesjen, Wolgaduitsers, Krimtataren, Kalmukken en Karatsjaïers. Duits onderzoeksjournalist Lutz Kleveman vergeleek de deportatie met een "trage genocide". Dit werd bevestigd door het Europees Parlement in 2004:

[het Europees Parlement] is van oordeel dat de deportatie van het gehele Tsjetsjeense volk naar Centraal-Azië, die op 23 februari 1944 op bevel van Stalin werd uitgevoerd, een daad van genocide vormt in de zin van de Vierde Conventie van Den Haag van 1907 en de door de Algemene Vergadering van de VN op 9 december 1948 goedgekeurde Conventie inzake de preventie en repressie van de misdaad van genocide.

Deze erkenning kwam er nadat Europees parlementslid Olivier Dupuis in hongerstaking ging.
Experten van het United States Holocaust Memorial Museum haalden de gebeurtenissen van 1944 aan als reden om Tsjetsjenië op hun genocide watch list te plaatsen voor een mogelijke toekomstige genocide. De separatistische overheid van Tsjetsjenië aanvaardde het hoe dan ook als genocide. Leden van de Tsjetsjeense diaspora en hun aanhangers promoten 23 februari als Wereldtsjetsjeniëdag om de slachtoffers te herdenken.
De Tsjetsjenen, samen met de Ingoesjen, Karatsjaïers en Balkaren zijn vertegenwoordigd in de Confederation of Repressed People of CRP (Engels voor Confederatie voor Onderdrukte Volkeren), een organisatie die actief is in voormalige Sovjetlanden en tot doel de steun en rehabilitatie van de rechten van de gedeporteerden heeft.

## In populaire cultuur

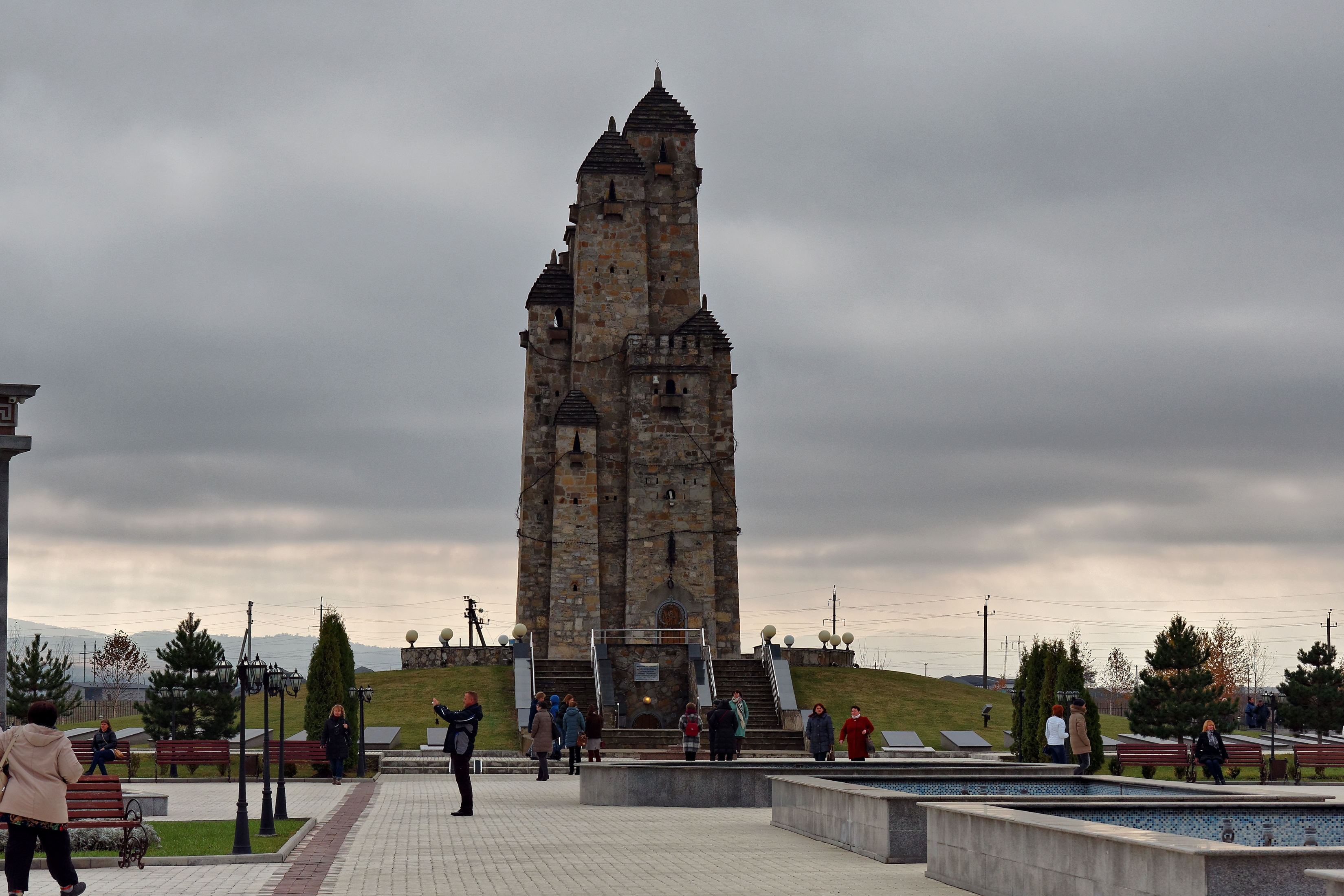
Het memoriaal "9 toren" in Nazran werd gebouwd in nagedachtenis van de deportatie.

- Aleksander Solzhenitsins boek The Gulag Archipelago (1973) zei over de Tsjetsjenen: "Ze zijn een natie die weigerde zich te onderwerpen... Nog nooit zag ik een Tsjetsjeen die de autoriteiten diende, of hen zelfs wilde behagen".
- In 1977 schreef Vladimir Visotoski het lied Летела жизнь (Russisch voor "het leven vloog"), gewijd aan de deportatie.
- Anatoli Pristavkin schreef in 1987 de roman The Inseperable Twins (de onafscheidbare tweeling) over de deportatie. Semjon Lipkin publiceerde in 1983 zijn roman Dekada. Joenoes Desheriev, een Tsjetsjeens filoloog, publiceerde een autobiografie over hoe hij ontsnapte aan de deportaties dankzij zijn Russische vrienden.
- Op 19 februari 1989 bouwde het dorp Yaryksu-Auch een monument ter ere van de slachtoffers van het stalinisme.
- Op 23 februari 1997 werden 9 herdenkingstorens onthuld in Nazran.
- De Tsjetsjeens-Russische film Приказано забыть (bevolen om te vergeten) van Hussein Erkenov kwam uit in 2014 en gaat over het bloedbad van Khaibakh van 1944.
- In de oorlogsmemoires van Chassan Baiev genaamd de Eed, beschrijft hij hoe zijn ouders in 1944 werden gedeporteerd naar Kazachstan.